# 再多些 再多一些...
《再多些 再多一些...》，是日本摇滚樂團ZARD的第9張單曲。1993年9月4日發行。

## 簡介
單曲發行首週在Oricon公信榜排行第2位，以7570張之差，僅次於同一星期發行，槙原敬之的單曲《No.1 (槙原敬之歌曲)》，但最終銷量則以《再多些 再多一些...》較多，超過84萬張，成為ZARD銷量第六高的單曲。
單曲發行的時候，宣傳影片裏全部都是坂井泉水的靜止影像，直到她過世之後，她演唱這首歌曲的完整MV才正式被公開。
單曲裏的A面和B面歌曲都被收錄在精選輯《ZARD BLEND II～LEAF&SNOW～》中。
單曲封面上，ZARD的標誌是以垂直的方式呈現，是ZARD的所有單曲或專輯當中，唯一採用這個做法的作品。

## 收錄曲
1. 再多些 再多一些...（もう少し あと少し…）
作詞：坂井泉水
作曲：栗林誠一郎
編曲：明石昌夫
  - 被用作片岡鶴太郎主演的電視劇《ララバイ刑事'93》的片尾曲[2]。
  - 以不倫為主題的歌曲。並使用了一些特別的歌詞寫法，例如「追伸：」。
  - 對於這首歌曲的感想，根據最佳專輯『Golden Best 〜15th Anniversary〜』附屬冊子『Golden History 1991〜2006』的訪談，坂井本人曾經表示：「間奏裏鋼棒吉他的部分彌漫著憂鬱的感覺。當我聽著間奏，並唱到副歌部份第三次重複的時候，有股心情湧上心頭（因為已經唱了十遍）。我邊唱邊想：『一直維持在如此情緒化的狀態是非常痛苦的』。」
2. 金絲雀 （カナリヤ）
作詞：坂井泉水
作曲：栗林誠一郎
編曲：明石昌夫
  - 除了間奏的部份使用到原聲吉他之外，其餘部份只有鋼琴的伴奏。以失戀為主題的歌曲。
  - 在精選專輯《ZARD BLEND II 〜LEAF&SNOW〜》裏坂井的自述當中，表示此作「是某位歌手的故事」。
  - 在1999年的最佳專輯《ZARD BEST 〜Request Memorial〜》發行前舉行的歌迷投票中，此作為B面歌曲中第2位（第1位是《沉睡》）。另外被收錄在追悼精選輯《Soffio di vento 〜Best of IZUMI SAKAI Selection〜》的特典DVD當中。
3. 再多些 再多一些...（Original Karaoke）
作詞：坂井泉水
作曲：栗林誠一郎
編曲：明石昌夫
4. 金絲雀（Original Karaoke）
作詞：坂井泉水
作曲：栗林誠一郎
編曲：明石昌夫